# Tomoyuki Kajino
Tomoyuki Kajino (født 11. juli 1960) er en japansk fodboldspiller.

## Japans fodboldlandshold
| Japans landshold | Japans landshold | Japans landshold |
| År               | Kmp              | Mål              |
| ---------------- | ---------------- | ---------------- |
| 1988             | 1                | 0                |
| 1989             | 8                | 1                |
| Total            | 9                | 1                |